# Pullenoides
Pullenoides es un género de foraminífero bentónico de la familia Sphaeroidinidae, de la superfamilia Discorboidea, del suborden Rotaliina y del orden Rotaliida. Su especie tipo es Pullenoides senoniensis. Su rango cronoestratigráfico abarca el Maastrichtiense (Cretácico superior).

## Clasificación
Pullenoides incluye a la siguiente especie:
- Pullenoides senoniensis †